# Trajnostna arhitektura
Trajnostna arhitektura je odgovor na negativne pojave v arhitekturi 20. stoletja. Ogromni kompleksi naselij, mest, industrijskih objektov, infrastrukture so se pokazali za popolnoma neprimerne v novih razmerah svetovne globalizacije. Prvo desetletje tretjega tisočletja je soočeno s trkom dveh nasprotujočih razvojnih smeri , globalne ekonomije proti globalni ekologiji. Ta antagonizem je sprožil ideje in prktične rešitve v trajnostni arhitekturi za 3. tisočletje. Arhitekture - spomeniki arhitektom, so postale odveč. Trajnostna arhitektura sledi doslej prezrtim načelom kot so:
>>čim manj posegov v prostor<< ,
>>z manj več<< pri uporabi gradiv ,
>>trajnostna arhitektura je celostna<< ,
izhaja iz vrednostnih izhodišč , ki usmerjajo celoten proces projektiranja , povezujejo vse sestavne dele stavb, način gradnje, namen uporabe in razgradnjo. Trajnostna arhitektura temelji na okoljski etiki , pri njej se povezujeta javni in zasebni interes. Trajnostna arhitektura razvija zavest posameznika o planetarni soodvisnosti , da na skupni zavesti pristaja na omejitve vseh oblik potrošnje, zamenjuje materialne vrednote z drugimi duhovnimi , kulturnimi in socialnimi. Trajnostno načelo temelji na etiki medsebojnega spoštovanja in odrekanja za skupnost ter je v velikem nasprotju s tekmovalno družbo in njenem parazitskem odnosu do narave. V bodočnosti stavbe ne bi več varovale človeka pred zunanjim živim svetom, ampak obratno bi varovale naravo pred onesnaževanjem ljudi. Indijsko-ameriški arhitekt Bijoy Jain , nagrajenec Global Award leta 2009 pravi:
>>Želim ustvarjati prostore v skladu z lokalnimi podnebnimi pogoji, razpoložljivim materialom in tehnologijo ter vključiti izkušene lokalne mojstre raznih obrti, zidarje, kamnoseke, tesarje.<< Na drugem mestu pa pravi:
>>Živeti v neki kulturi pomeni, da jo moraš vsak dan preučevati.<<

## Naloge trajnostne arhitekture
Trajnostna arhitektura nalaga arhitektom v sedanjosti in bodočnosti veliko zelo omejujočih zahtev in nalog. Prva naloga in skrb pri projektiranju velikih javnih objektov ter manjših stanovanjskih objektov je zmanjšati okoljski odtis. Pri realizaciji objektov morajo upoštevati najboljše trajnostne prakse, to so:
- uporaba gradbenih odpadkov porušenih objektov,
- za transport gradbenega materiala in odpadkov uporabiti transportna sredstva z manjšo količino izpustov CO2 (vlak, ladja]),
- revitalizirati zapuščena industrijska območja,
- načrtovati urbane parke v mestih,
- omogočati življenje rastlinskim in živalskim vrstam,
- inovativno oblikovati objekte da bodo izboljšali kakovost življenja prebivalcev.

## Ustanovitev nagrade - Global Award za Trajnostno arhitekturo
Leta 2007 so se na mednarodnem simpoziju arhitekti raznih držav v Parizu dogovorili da bodo pričeli podeljevati pohvale in nagrade za najboljša arhitekturna dela na področju trajnostne arhitekture ali angleško Global Award for Sustainable Architecture. Imenovali so mednarodni znanstveni komite pod vodstvom Jane Revedin in izbrali prvih pet nominirancev za najboljša arhitekturna dela s tega področja ustvarjanja.
Leta 2007 so bili izbrani sledeči nominiranci:
- Herman Kaufmann - Avstrija,
- Balkrishna Doshi - Indija,
- Francoise-Helene Jourda - Francija,
- Whang Shu - Kitajska,
- Stephan Behnisch - Nemčija.

Leta 2008 so bili izbrani:
- Andrew Freear - ZDA,
- Fabrizi Carola - Italija,
- Alejandro Aravena - Čile,
- Carin Smuts - Južna Afrika,
- Philipe Samyn - Belgija.

Leta 2009 so bili izbrani:
- Bijoy Jain, Studio Mumbai - Indija
- Diebedo Francis Kere - Nemčija, Burkina Faso,
- Patrick Bouchain in Loic Julienne - Francija,
- Sami Rintala - Norveška,
- Thomas Herzog - Nemčija.

Leta 2010 so bili izbrani:
- Giancarlo Mazzanti - Kolumbija,
- Jun'ya Ishigami - Japonska,
- Snohetta Architect - Norveška,
- Steve Baer - ZDA,
- Troppo Architects - Avstralija.